# 2807 Karl Marx
2807 Karl Marx è un asteroide della fascia principale. Scoperto nel 1969, presenta un'orbita caratterizzata da un semiasse maggiore pari a 2,7927110 UA e da un'eccentricità di 0,1834680, inclinata di 7,88595° rispetto all'eclittica.